# Roluos
Roluos est une khum (commune) du district de Praasaat Baakɔɔng (km) dans la province de Siem Reap au nord-ouest du Cambodge

## Villages
Mɔmiəñ, Kooksrok, Kɑñcɔɔ, Rɔluəh Khaangkaət, Cɑmbɑk, Dountiəw, Rɔluəh Khaanglɨc

## Site angkorien
Roluos (en) est aussi le nom d'un site d'Angkor, l'ancienne Hariharalaya, situé à 10 km au sud-est d'Angkor Vat, qui regroupe les temples de Preah Kô, Lolei et le Bakong.

## Étymologie
Dans les deux cas, Roluos est le nom de l'arbre à belles fleurs rouges Erythrina variegata (Fabacées), appelé Tiger's Claw (« griffe de tigre ») en anglais.